# Sally McKee
Sally McKee (* 1955 in Plainfield, New Jersey) ist eine amerikanische Mittelalterhistorikerin, die sich mit der Sozialgeschichte des venezianischen Kolonialreichs beschäftigt sowie mit der Sklaverei in Italien und im östlichen Mittelmeer bis in das 19. Jahrhundert. Darüber hinaus befasst sie sich mit der Geschichte der Arbeit und des Geschlechts (Gender), der Mobilität und des Rassismus.

## Leben
McKee schloss 1973 die Highschool ab, lebte bis 1980 in Nordkalifornien, absolvierte den Bachelor an der San Francisco State University. Danach verbrachte sie eineinhalb Jahre in Cambridge, neun Jahre in Toronto und wurde 1993 am Centre for Medieval Studies mit der Arbeit Uncommon Dominion. The Latins and Greeks of Fourteenth Century Venetian Crete an der kanadischen Universität Toronto promoviert. Von Toronto ging sie nach Dumbarton Oaks in Washington, verbrachte zwei Jahre an der Universität Wisconsin in Oshkosh, dann fünf Jahre an der Arizona State University in Tempe. Seit 2000 unterrichtet sie an der Universität von Kalifornien, Davis.
2016 veröffentlichte sie eine Monographie über Edmond Dédé (1827–1901), einen kreolischen Violinisten aus New Orleans, der fast vier Jahrzehnte in Frankreich lebte und im dortigen Bordeaux, wo er ab 1864 weilte, 27 Jahre lang das Théâtre l’Alcazar leitete.
Sie selbst beschreibt sich auf ihrer Website als „writer, historian, bonne vivante“.

## Werke
- Greek women in Latin households of fourteenth-century Venetian Crete, in: Journal of Medieval History 19 (1993) 229–249. (online)
- The Revolt of St Tito in fourteenth-century Venetian Crete: A reassessment, in: Mediterranean Historical Review 9,2 (1994) 173–204. (academia.edu)
- Households in Fourteenth-Century Venetian Crete, in: Speculum 70 (1995) 27–67. (academia.edu)
- Women under Venetian Colonial Rule in the Early Renaissance, in: Renaissance Quarterly 51 (1998) 34–67. (academia.edu)
- Wills from Late Medieval Venetian Crete, 1312–1420, Dumbarton Oaks, 1998. ISBN 978-0-88402-245-9
- Uncommon Dominion. Venetian Crete and the Myth of Ethnic Purity, University of Pennsylvania Press, 2000.
- Inherited Status and Slavery in Late Medieval Italy and Venetian Crete, in: Past & Present 182 (2004) 31–53. (academia.edu)
- The Implications of Slave Women’s Sexual Service in Late Medieval Italy, in: Erdem Kabadayi, Tobias Reichardt (Hg.): Unfreie Arbeit. Ökonomische und kulturgeschichtliche Perspektiven, Georg Olms, Hildesheim, Zürich, New York 2007, S. 101–114. (academia.edu)
- Domestic Slavery in Renaissance Italy, in: Slavery & Abolition 29,3 (2008), S. 305–326. (academia.edu)
- mit Frank Kidner, Maria Bucur, Ralph Mathisen, Theodore Weeks: Making Europe. People, Politics, and Culture, Bd. 1: To 1789, Houghton Mifflin, 2009. ISBN 978-1-111-84133-1
- Making Europe. The Story of the West, Bd. 1: Since 1300, Wadsworth Cengage Learning, 2013. ISBN 978-1-111-84132-4
- Making Europe. The Story of the West, Bd. 2: Since 1550, Wadsworth Cengage Learning, 2013.
- The Exile’s Song. Edmond Dédé and the Unfinished Revolutions of the Atlantic World, Yale University Press, 2016.